# Schotia brachypetala
Schotia brachypetala là một loài thực vật có hoa trong họ Đậu. Loài này được Sond. miêu tả khoa học đầu tiên.

## Hình ảnh

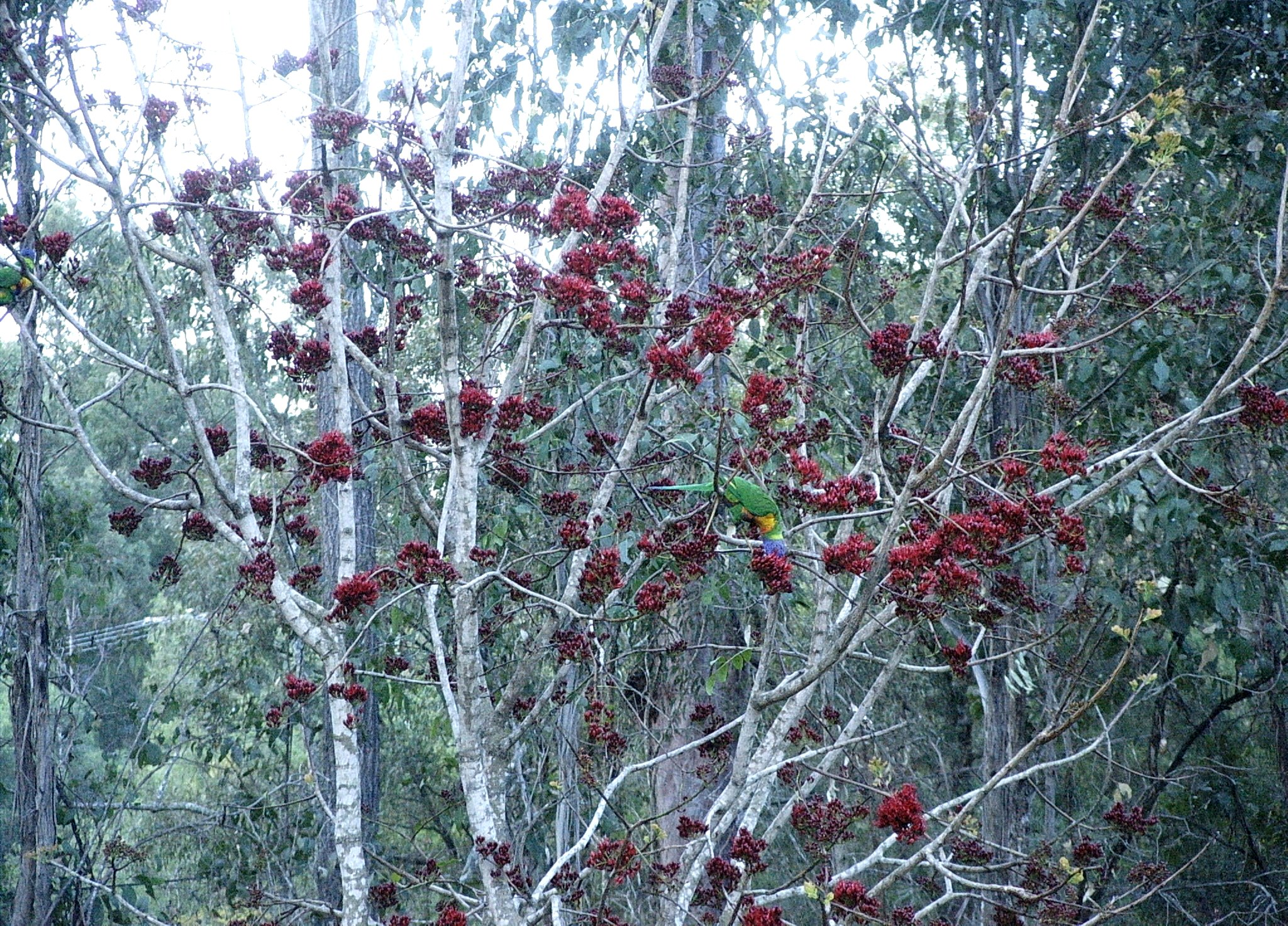
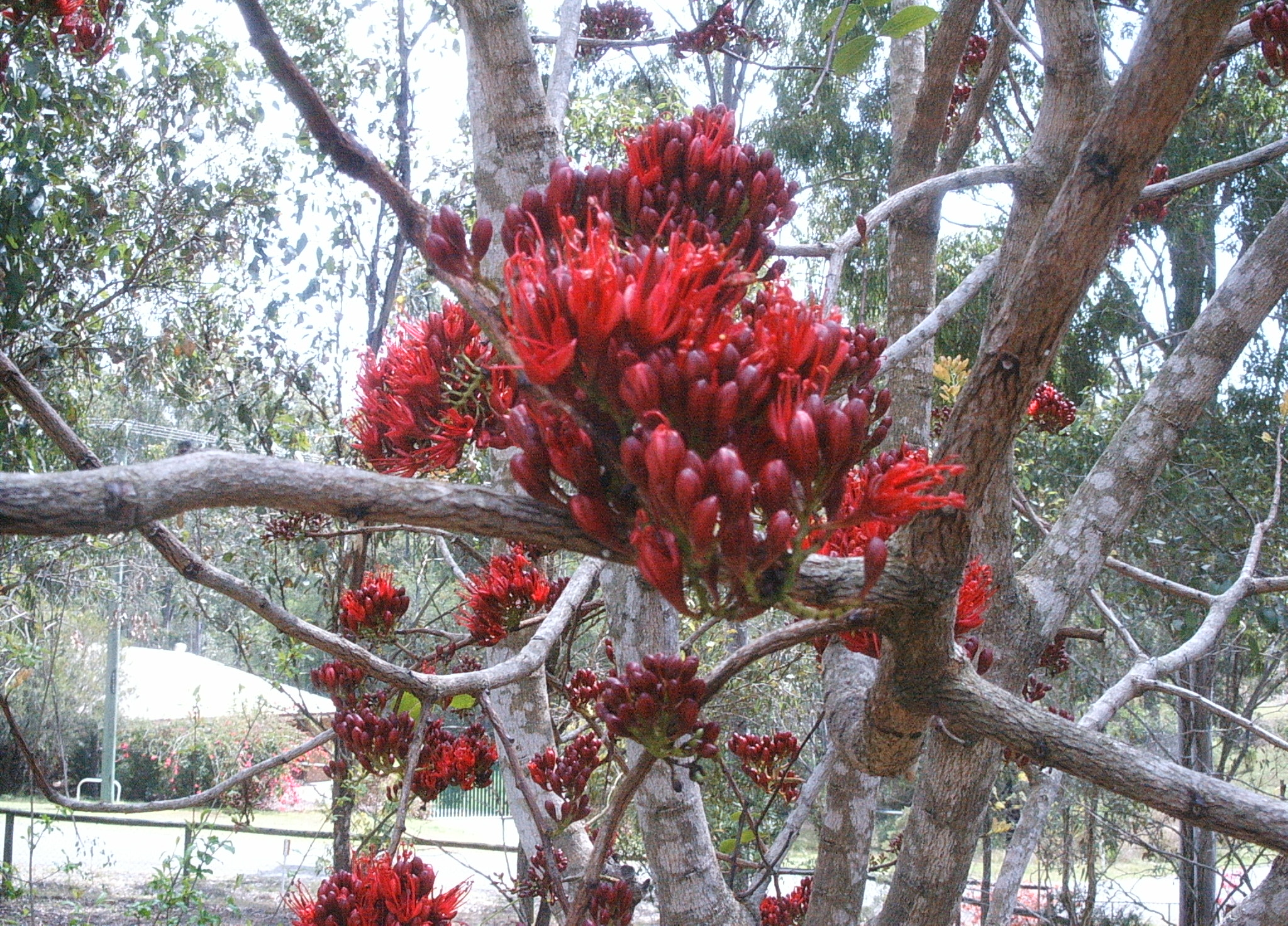
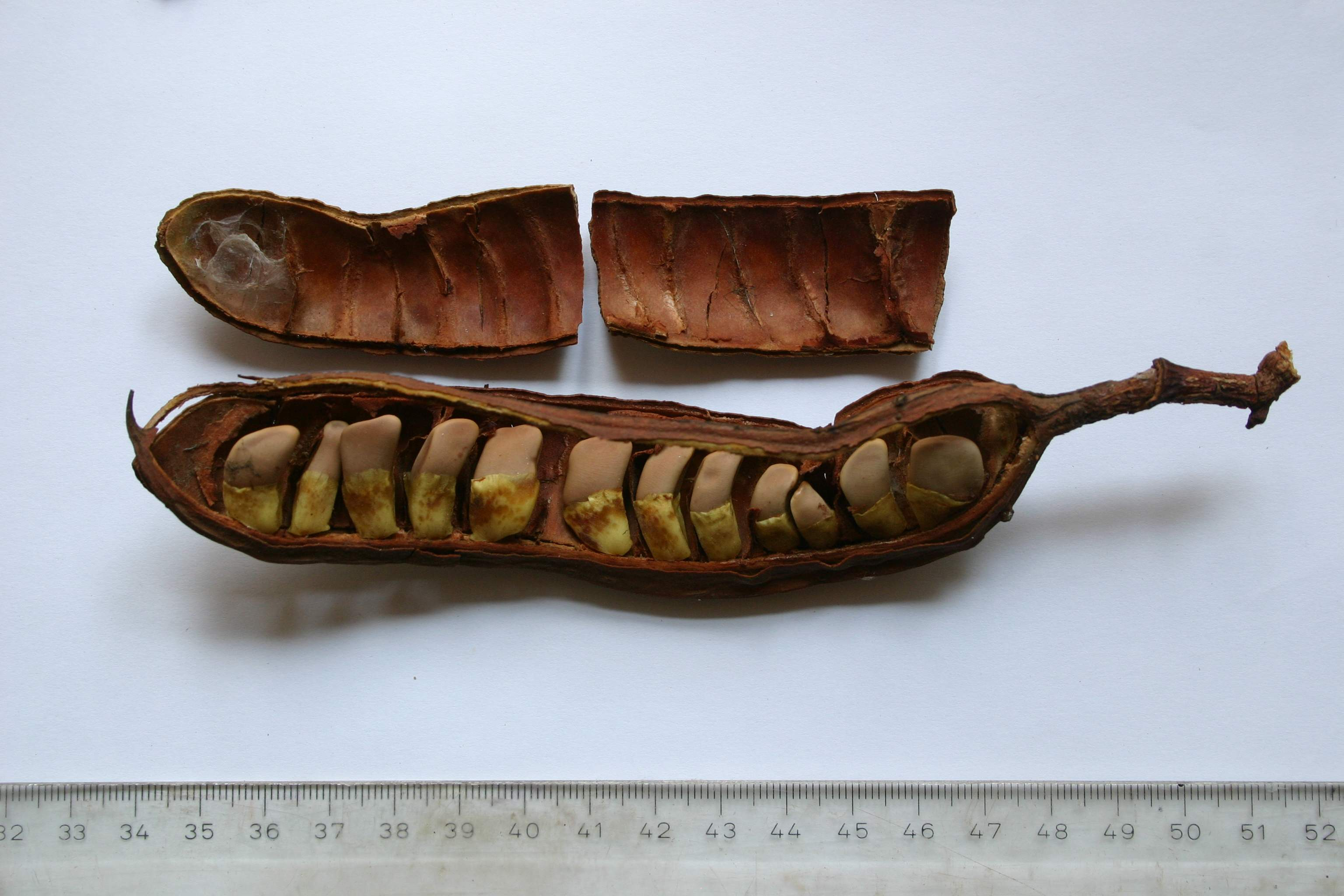
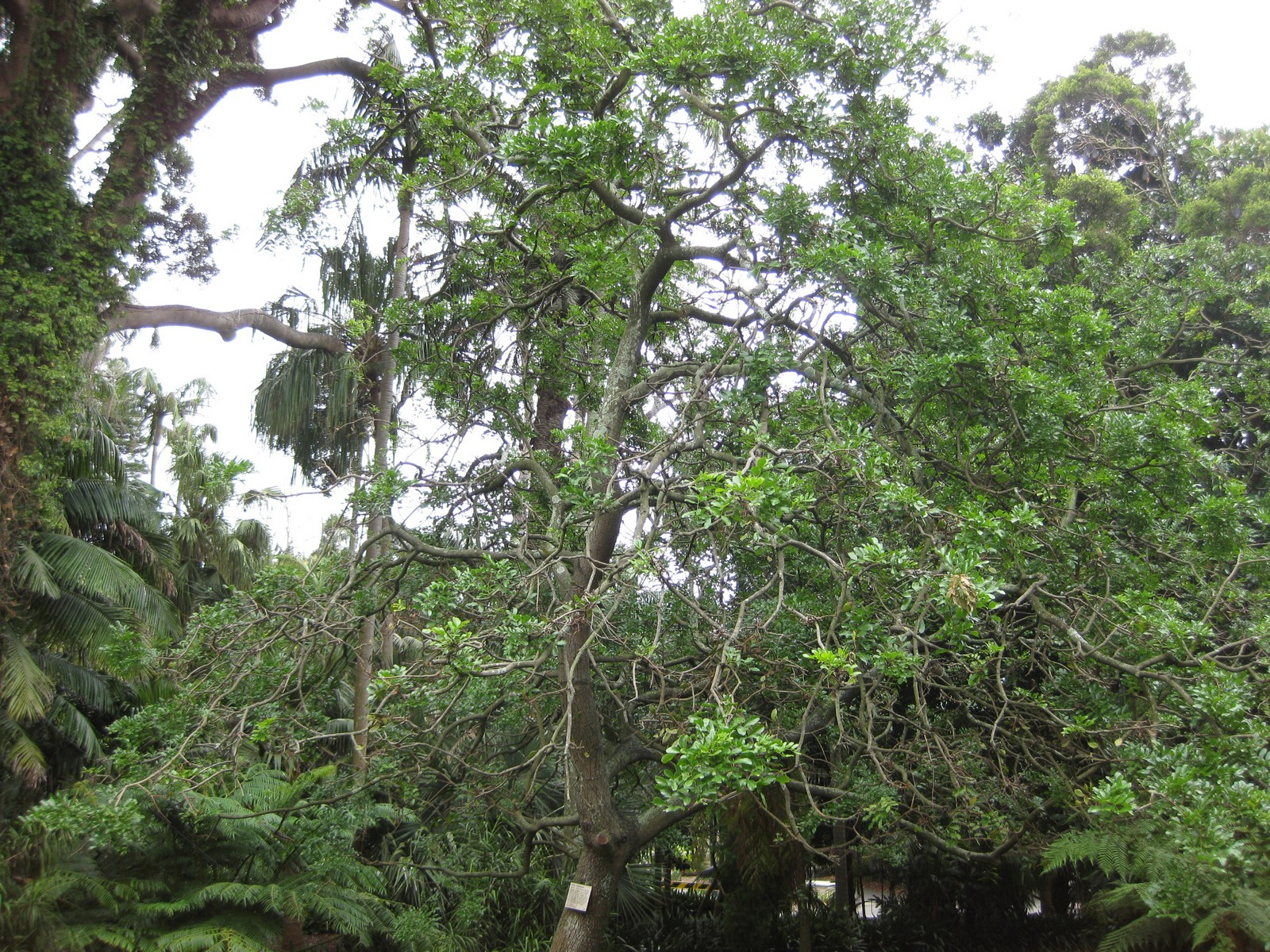